# نیازبان بربر
نیازبان بربر یا نیازبان لیبیایی (به انگلیسی: Proto-Berber language)، یک نیازبان بازسازی‌شده‌ای است که زبان‌های بربر امروزی از آن سرچشمه می‌گیرند. نیازبان بربر یک زبان آفروآسیایی بود و بنابراین زبان‌های بربریِ مشتق‌شده از آن، خویشاوندان زبان مصری، زبان‌های کوشی، زبان‌های سامی، زبان‌های چادی و زبان‌های اوموتی هستند.

## تاریخچه

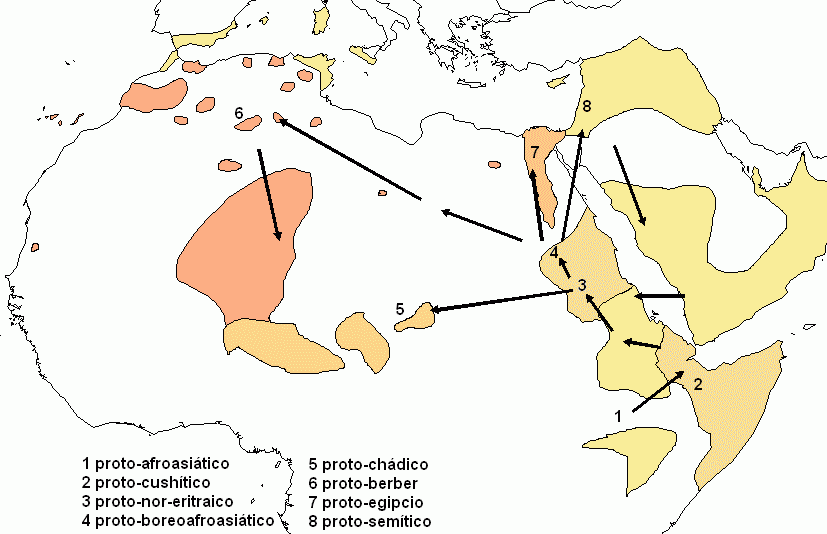
نقشه پراکندگی زبان‌های آفروآسیایی؛ نیازبان بربر با عدد "۶" نشان داده شده است.

زبان بربر اولیه ویژگی‌هایی را نشان می‌دهد که آن را به وضوح از سایر شاخه‌های آفروآسیایی متمایز می‌کند، اما زبان‌های بربر مدرن نسبتاً همسان هستند. در حالی که جدایی از دیگر شاخه‌های شناخته‌شدهٔ آفروآسیایی در دوره‌های باستانی در حدود ۱۰۰۰۰ تا ۹۰۰۰ سال رخ داده است، اما بر اساس مطالعات گلوتوکرونولوژی، نیازبان بربر ممکن است این امر به تازگی و در حدود ۳۰۰۰ سال پیش بوده باشد. لوالی و فیلیپسون (۲۰۰۳) بر اساس بازسازی واژگانی دامداری و گله‌داری، یک مرحله نیازبان بربر 1 (PB1) حدود ۷۰۰۰ سال پیش و یک مرحله نیازبان بربر 2 (PB2) را به عنوان جد مستقیم زبان‌های بربر معاصر پیشنهاد می‌کنند.
در هزاره سوم پیش از میلاد، گویشوران زبان‌های اولیه بربر در سراسر منطقه از مراکش تا مصر پراکنده شدند. در هزاره آخر پیش از میلاد، گسترش دیگری از بربرها، مردمان بربر را که در اسناد رومی باستان به آنها اشاره شده است، به وجود آورد. آخرین گسترش در هزاره اول میلادی رخ داد، زمانی که طوارق، که شترداری می‌کردند، به صحرای مرکزی نقل مکان کردند؛ در گذشته، بخش‌های شمالی صحرا بسیار قابل سکونت‌تر از حال حاضر آن بودند.
این واقعیت که در نیازبان بربر، بازسازی‌هایی برای همه گونه‌های اصلی اهلی شده از نشخوارکنندگان وجود دارد، اما هیچ بازسازی‌ای برای شتر انجام نشده است، که این نشان می‌دهد گویشوران این زبان دامپروری می‌کردند و دامدار بودند.